# Jan Autengruber

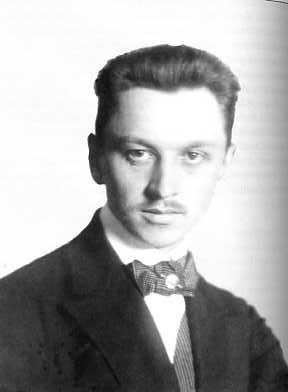
Autengruber en 1887

Jan Autengruber (Pacov, 25 de abril de 1887-Praga, 15 de julio de 1920) fue un pintor postimpresionista checo.

## Biografía
Después de la temprana muerte de su padre, su familia se mudó a České Budějovice. Tras completar su educación primaria, fue aceptado en la Academia de Artes, Arquitectura y Diseño de Praga. Después de dos años, se trasladó a la Academia de Bellas Artes de Múnich, donde recibió dos veces el premio anual. 

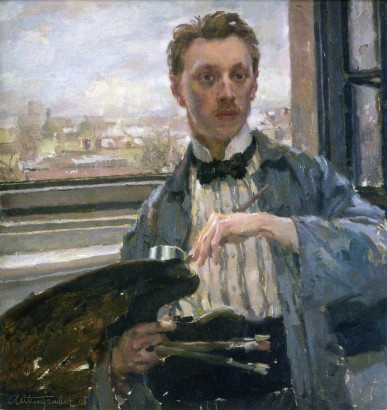
Autorretrato (1913)

Obtuvo muy poca atención crítica en su país de origen, por lo que exhibió ampliamente en toda Alemania: en Múnich, Berlín, Dresde, Mannheim, Hannover, Colonia, Hamburgo y Frankfurt. En 1913, recibió una beca para estudiar en Italia. 
Durante la Primera Guerra Mundial, intentó evitar ser reclutado estudiando restauración en la Academia de Múnich, pero fue solo un breve respiro y fue reclutado para el servicio en la ciudad de Jindřichův Hradec. Logró sobrevivir a la guerra y se estableció en Praga, donde tomó cursos de historia del arte en la Facultad de Artes de la Universidad Carolina. 
En 1919, se casó con la artista Hana Jedličková (1888-1970). Al año siguiente, se convirtió en una de las víctima de la pandemia de gripe española y murió por una combinación de gripe y neumonía. 
Su esposa pasó su vida promocionando sus obras. En 2002 se realizó una gran retrospectiva en la Galería Nacional de Praga, seguida de otra en 2009 en la Galería de Bohemia del Oeste en Plzeň.

## Cuadros seleccionados

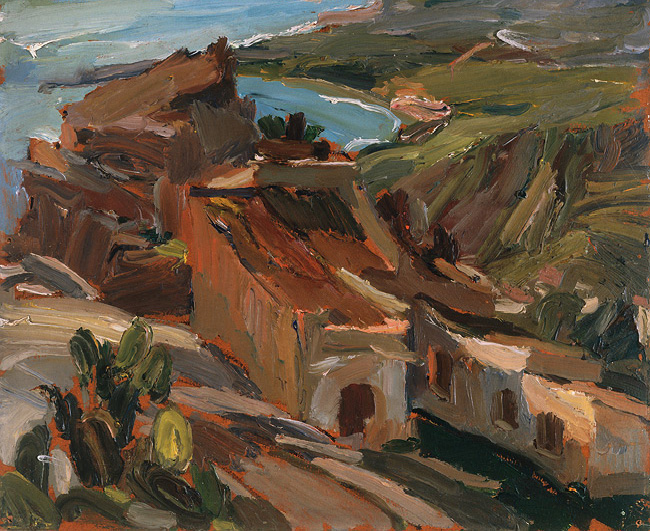
Vista de Nápoles (?)
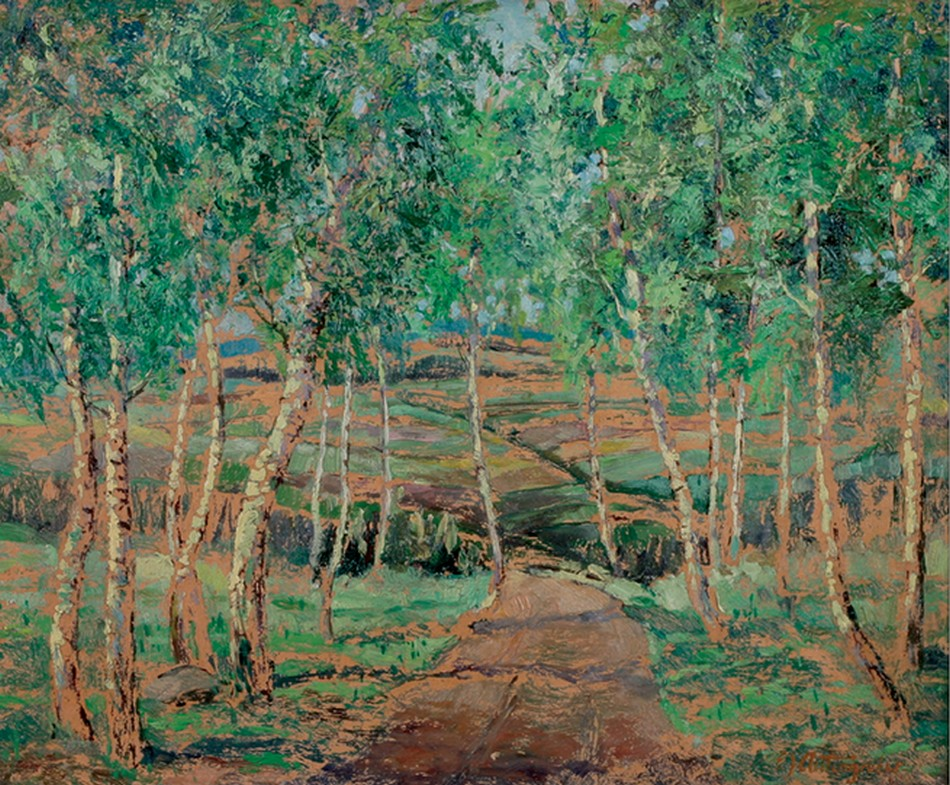
Camino en un bosque de abedules (?).
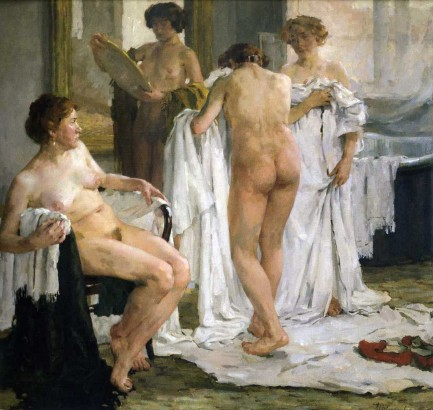
Baño (1911).
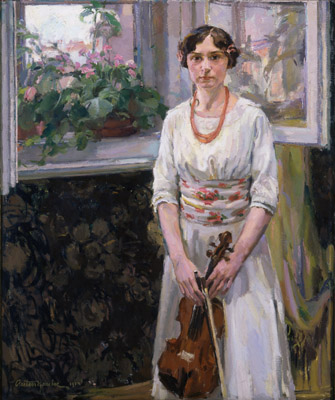
Violinista (1913).
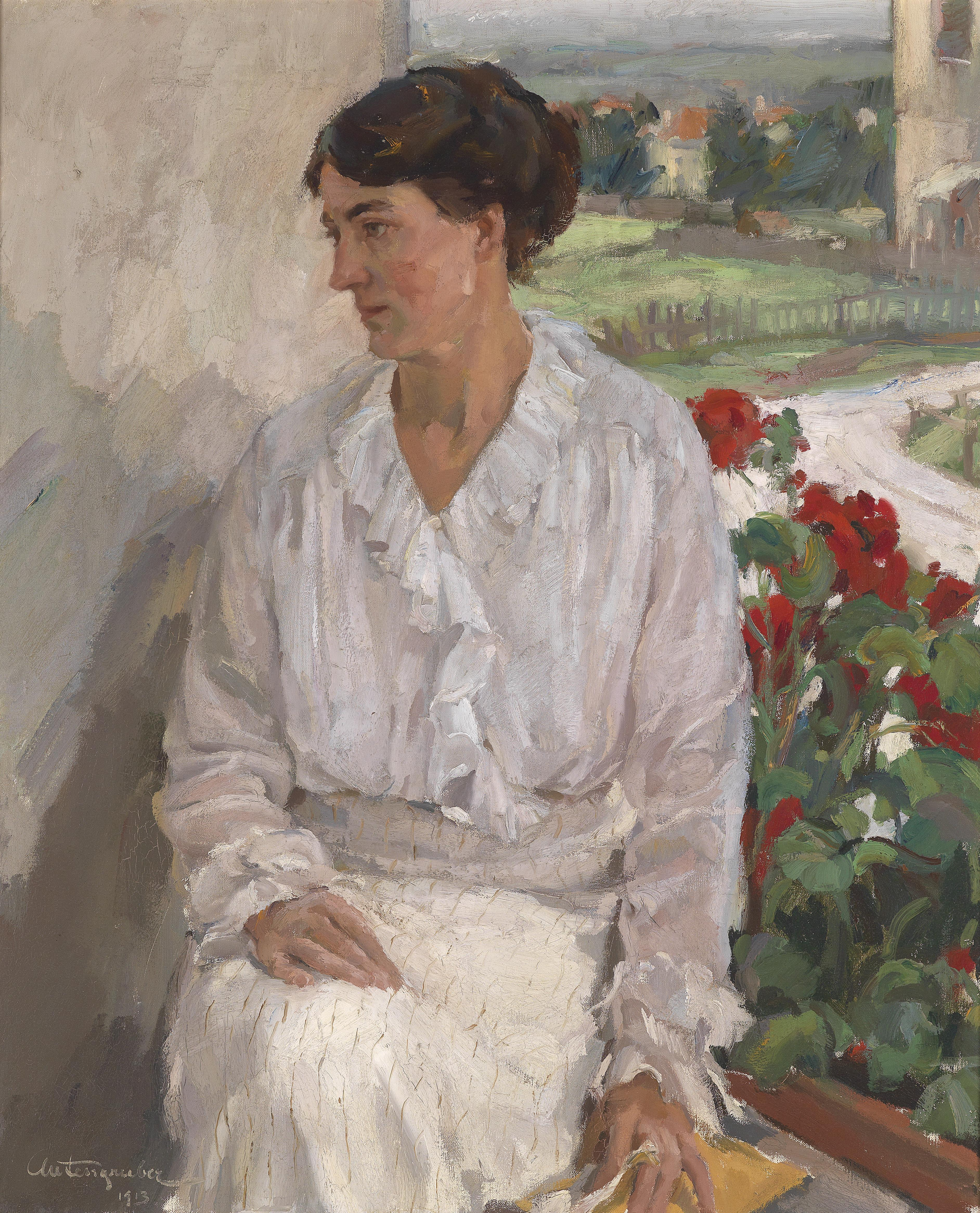
En la veranda (1913).
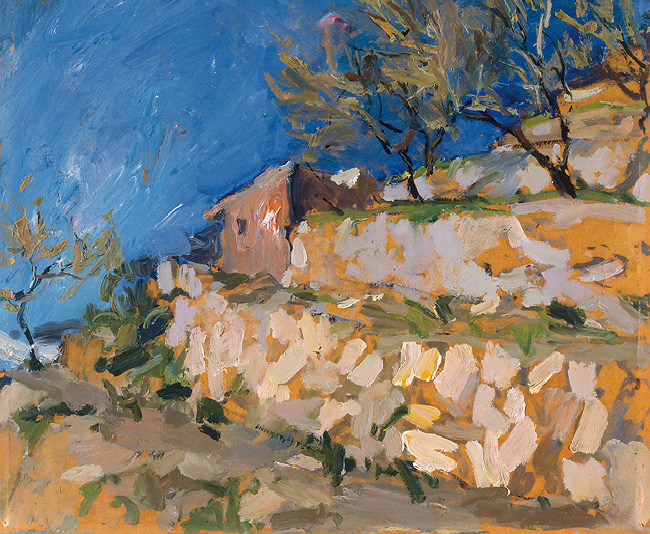
Viñedo en Nápoles (1913).
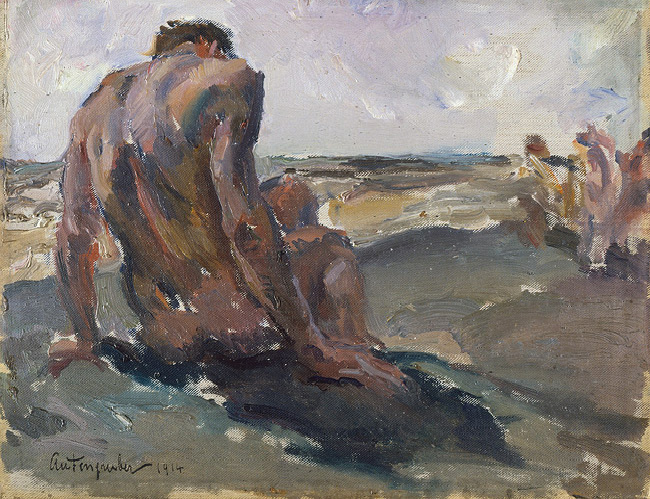
Sin título (?).
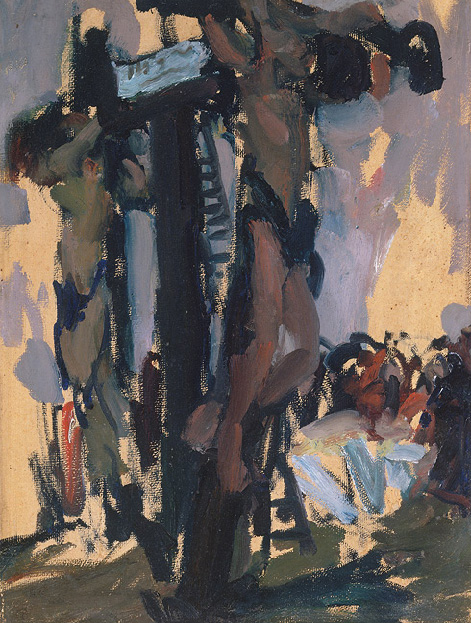
Sin título (?).

## Otras lecturas
- Vojtěch Lahoda, Jan Jedlička. Jan Autengruber 1887-1920 . ChechArtBooks, 2009 ISBN 978-80-86300-93-1    ( Revisión de la West Bohemian Gallery )

- Datos: Q6148510
- Multimedia: Jan Autengruber / Q6148510